# Te Aro
Te Aro est une banlieue intérieure de la capitale Wellington, située tout au sud dans l’Île du Nord de la Nouvelle-Zélande.

## Situation
Elle est localisée à  1 km du centre-ville de Wellington.
Elle comprend la partie sud du Quartier d'affaires avec la majorité du centre de divertissement de la ville et elle couvre la plus grande partie de la zone d’immeubles d’habitations, s'étendant de  « the Terrace » à «Cambridge Terrace », au pied du mont Victoria.

## Toponymie
Te Aro est, en langue maorie, une alternative au nom de Taranaki Pā, qui signifie The facing, en référence au site du pā situé en face au niveau du Mont Taranaki.

## Démographie
La population de Te Aro a grossièrement doublé entre les années 1991 et 1996 et à nouveau entre les années 1996 et 2001.
Le taux de croissance rapide de la population du secteur est devenu particulièrement évident au cours des  cinq dernières années en juin 2014 car des immeubles d’appartements ont été érigés (ou convertis à partir d’anciens immeubles de bureaux) partout dans la banlieue.
Particulièrement caractéristiques sont les nouveaux rooftop apartments (appartements construits sur le toit des immeubles existant).
Ceci peut être attribué à la libéralisation des lois du gouvernement sur la construction dans les zones commerciales, datant du début des années 1990.
Ainsi en 2016, il y a de nombreux ensembles d’appartements en construction, certains ayant au moins quinze étages de haut.

### En quelques chiffres
Lors du recensement de la population en Nouvelle-Zélande en 2001 :
- 3 024 personnes étaient des résidents habituels de Te Aro[3] ;
- 16 281 personnes travaillaient dans le secteur de Te Aro, qui est ainsi la quatrième plus importante banlieue de Nouvelle-Zélande, après « Auckland Central », « Wellington Central » et « Christchurch Central » ;
- un quart de la population étaient des professionnels ;
- 15 %  des entreprises de Wellington City étaient situées dans la zone de Te Aro, soit 0,9 % de tous les emplois de la Nouvelle-Zélande ;
- Environ un résident sur 20 n'avait pas de qualification ;
- 62 % des résidents de Te Aro marchent ou joggent pour se rendre au travail ;
- En ce qui concerne les langues parlées par les habitants, 98,3 % d'entre eux parlent l’Anglais, 4,6  % parlent le Français, 4,1 %  parlent le Maori, 3,1 % parlent l'allemand.

D'autres langues sont aussi parlées par moins de 2 % de la population.
(Attention : les zones statistiques ne coïncident pas toujours avec les définitions des banlieues au sens des conseils locaux)

### Groupes ethniques majeurs vivant dans Te Aro

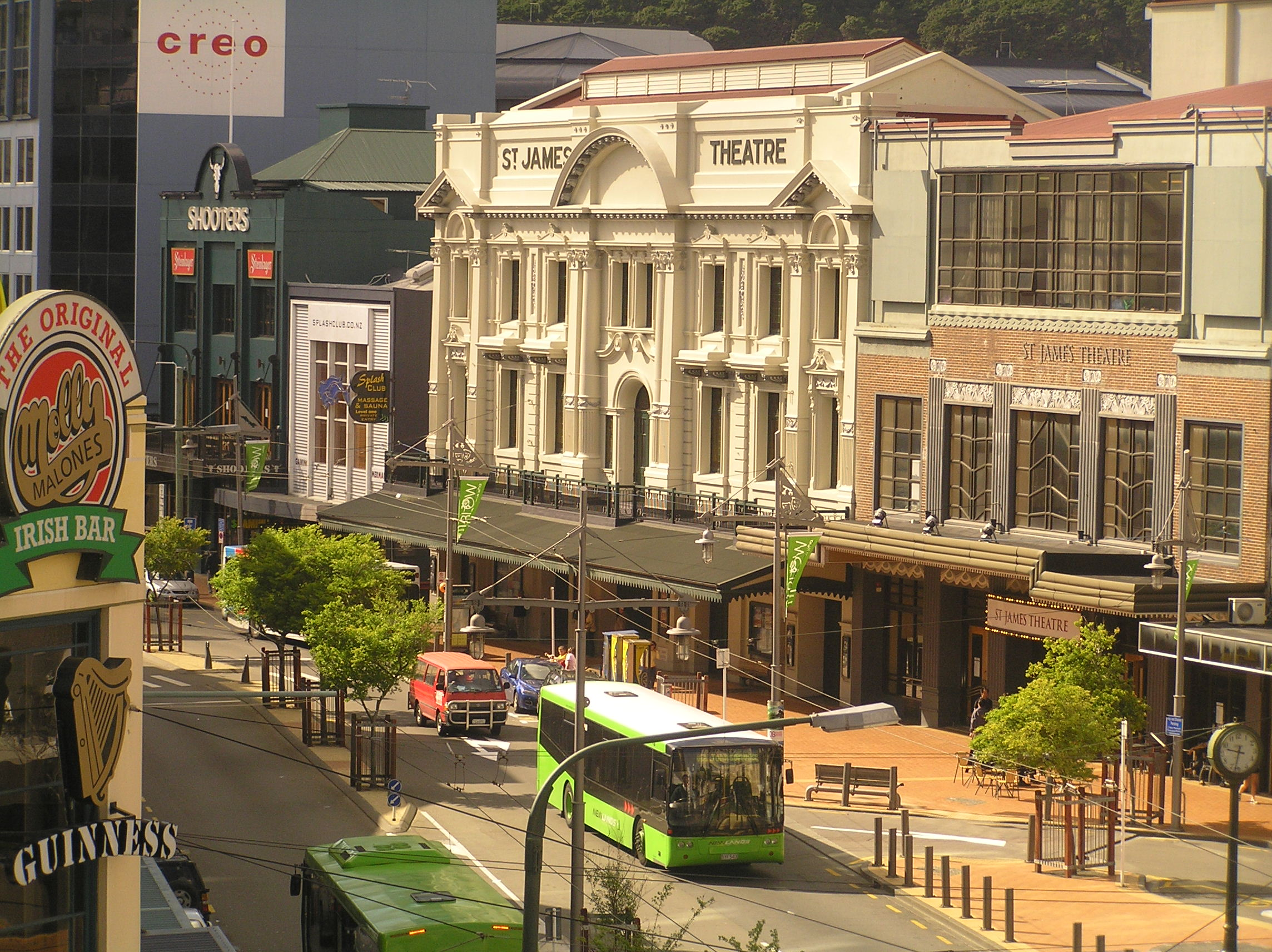
Théâtre St James sur Coutenay place en 2007

| 77,7 % | néo-zélandais d’origine européenne (en)           |
| 8,4 %  | Maoris                                            |
| 4,7 %  | Chinois                                           |
| 3,1 %  | originaires des Îles britanniques et de l’Irlande |
| 2,2 %  | indiens                                           |
| 1,8 %  | Samoans                                           |
| 1 %    | Australiens                                       |

## Loisirs
Le cinéma est un passe-temps populaire pour les habitants de Te Aro. Cela augmente l’afflux vers les trois centres commerciaux qui comprennent des cinémas et en particulier le célèbre  Theatre Embassy (en), lieu symbolique du Seigneur des anneaux.
Te Aro est aussi le siège de plusieurs petits théâtres :  Circa, Bats, Downstage et Griffin.
Des lieux plus vastes accueillent The Opera House (en) sur Manners Street et le Theatre St. James (en) sur Courtenay Place.

## Front de mer

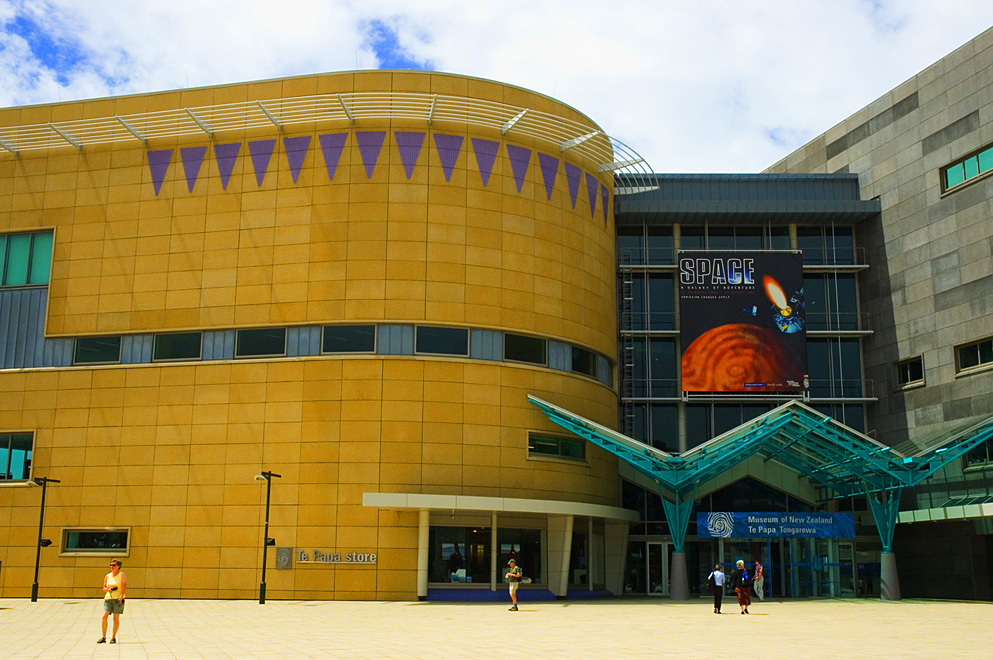
Le musée de Te Papa Tongarewa, le musée de la Nouvelle-Zélande

Te Aro est une banlieue côtière et est un accès réputé pour le front de mer, que renforce la présence du musée de la Nouvelle-Zélande et le terminal pour les passagers pour l'outre-mer, un lieu de fonction important.
Un nouveau point de sortie pour les loisirs est Waitangi Park (en), ouvert en 2006.
Le front de mer ouest de Wellington à partir de Taranaki Street, comprend le parc Frank Kitts et Civic Square (en), qui est une partie de  Wellington Central, et non du secteur de Te Aro à proprement dit.
La plage réputée dite « Oriental Bay » est à cinq minutes de marche au nord-est de Te Aro.
Positivement, l'« office de Tourisme de Wellington » divise Te Aro en petites zones Courtenay Quarter (en), Courtenay Place (en), « Waitangi Park » – pour aider les visiteurs à trouver leur chemin.

## Politiques
Comme le cœur de la capitale et de la cité, Te Aro est une banlieue hautement politisée.
Un certain nombre de problèmes à Te Aro ont attiré l'attention nationale.
Le projet de contournement du centre de Wellington (en) par Te Aro, longtemps proposé et contesté, a fait la une des journaux pendant des décennies, mais il est désormais accepté.
L'ancienne maire de Wellington, Kerry Prendergast, fut accusée de népotisme pour avoir permis à son mari de construire des gratte-ciels au sud de la ville, qui est une zone pavillonnaire.
Elle fut aussi très critiquée pour l'évacuation par la force d'un groupe de « sans abris » hors des parcs.
Cette stratégie s'envenima quand les « sans abris » s'installèrent dans Cuba Street, au cœur de la zone de commerce de détail.
Les « sans abris » ont maintenant des altercations régulières avec les commerçants, qui les accusent d'être imprégnés.
En réponse, le Conseil de la cité a annoncé un plan pour établir une « wet house » pour les « sans abris ».

## Transports
Te Aro est desservie par des bus qui ont pris la place des tramways.
Le tramway de Wellington a desservi Te Aro de 1878 à 1964 avec un certain nombre de destinations vers d'autres banlieues de Wellington.
Pendant plus de  deux décennies, Te Aro fut aussi desservie par le Te Aro Extension (en), une ligne de chemin de fer du réseau de chemin de fer de la Nouvelle-Zélande (en) reliant l'ancienne gare de Lambton (en) (à ne pas confondre avec l'actuelle gare de Wellington (en) située sur Bunny Street) à la gare de Te Aro (en).
Elle fut ouverte en 1893 et à son apogée, environ 30 trains par jour empruntaient cette ligne, mais les entreprises locales se plaignirent du bruit et de la poussière des locomotives, et les trains ont causé des retards dans les rues importantes de la ville.
Cette situation a conduit à la fermeture de la ligne en 1917 et à son démantèlement.
Certains conseillers municipaux ont proposé de prolonger les services ferroviaires jusqu'à Courtenay Place et plus loin sous forme de train léger ou même  d’un métro.

## Personnalités notables
- Ben Hana (en) était un fameux « sans domicile fixe », qui pouvait souvent être rencontré dans les rues de Te Aro sur un banc et en pagne. Il mourut en janvier 2012.
- Mark Blumsky est un ancien maire, qui fut sur la liste des députés pour le Parti National de 2005 à 2008.

Blumsky vivait dans Te Aro et tenait sa notoriété des soirées agitées durant la campagne des élections de 2005, dont il résulta ses contusions et un « œil au beurre noir ».
- Tom Beard (en)[6], commentateur sur les lieux d'architecture et d'urbanisme.
- Winston Peters, leader du New Zealand First Party (en) et Ministre des Affaires Étrangères de 2005 à 2008, qui n'était pas un résident de Te Aro mais fut facétieusement considéré comme le « membre du parlement pour la place Courtenay (en) ».

Ceci fait référence pour son penchant supposé pour une petite goutte de whisky avec un profil haut, tard dans la nuit pour argumenter avec les chauffeurs de taxi.
- Colin Martien est un  busker (en) notable, qui a évité l’instrumentalisation traditionnelle en faveur de ses propres caractères distinctifs, avec un style de voix puissante et distordu dans ses vocalises à cappella. Habituellement vêtu et coiffé d'une tenue de chef indien d'Amérique.

## Banlieues voisines

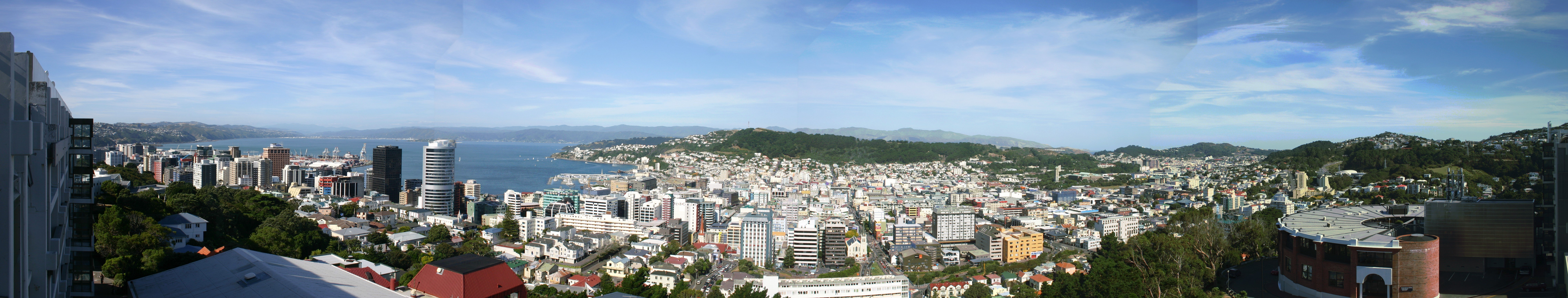
Un panorama de Wellington centré sur Te Aro, prit du campus de Kelburn au niveau de l'Université Victoria. Les parties les plus hautes vers la gauche sont le centre de Wellington

- Wellington Central (en), la partie la plus haute de la cité avec le secteur des bureaux vers le nord.

La limite entre les deux moitiés du district du centre du commerce est située au niveau de « Civic Square » où la crête de l'ouest arrive jusqu'au contact de la mer.
- Kelburn est situé sur les collines vers l'ouest, accessible via « The Terrace » et quelques rues grimpant à partir de là, telles que Salamanca Road et Bolton Street, et séparé de Te Aro  par le principal campus de Kelburn de l'Université Victoria.
- Aro valley est sous la banlieue de Kelburn vers le sud-ouest, et le tournant de Aro Street marque la transition à partir du secteur de Te Aro.
- Mount Cook est formé par les collines basses au sud de Te Aro ; il contient le National War Memorial » et le « Carillon », visible de presque tout le sud de Te Aro.

Cette limite sud de Te Aro court le long de Webb et Buckle Streets.
- Mount Victoria, la banlieue sur les pentes ouest de la colline du même nom est séparée de Te Aro par les routes doubles de Kent Terrace et Cambridge Terrace.

Les terrains pour ces routes furent initialement planifiés pour être le chenal dans la partie interne du port au niveau de « Basin Reserve ».
Les plans furent promptement ajustés quand le tremblement de terre de 1855 abaissa le niveau des terrains de plusieurs mètres.
- Oriental Bay est la plage intérieure de la capitale, accessible à partir de Te Aro via Oriental Parade vers le nord.